# Taiyō Matsumoto
Taiyō Matsumoto (松本 大洋?, Matsumoto Taiyō; Tokyo, 25 ottobre 1967) è un fumettista giapponese.

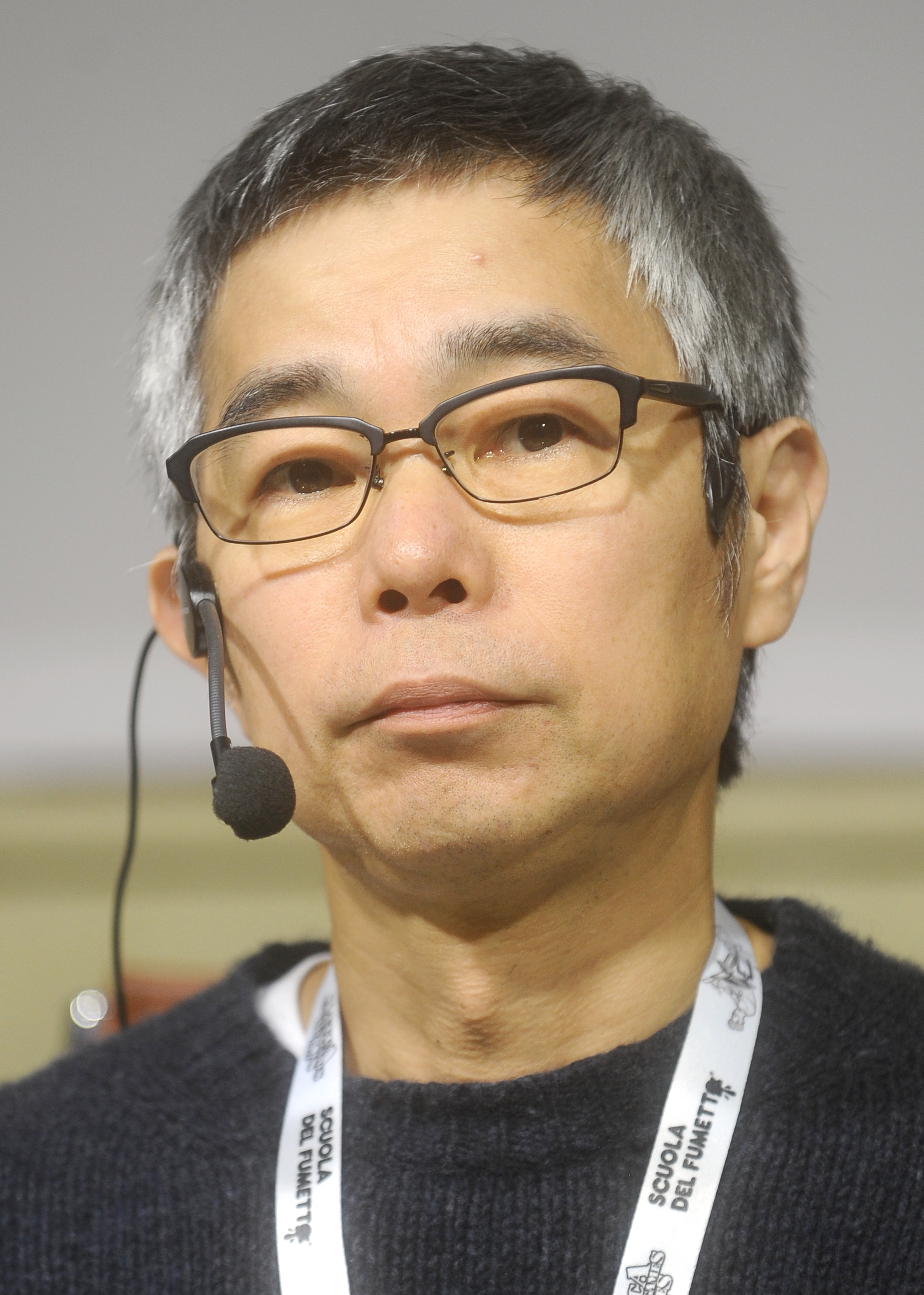
Taiyō Matsumoto

Riconosciuto dalla critica per il suo stile distintivo, e insignito di numerosi premi, tra cui due Eisner Awards, il Premio Shōgakukan per i manga e il Premio culturale Osamu Tezuka, è considerato uno dei mangaka più influenti nel panorama contemporaneo.

## Biografia
Matsumoto inizia a disegnare manga all'età di diciotto anni, fortemente influenzato dalla lettura delle opere di Katsuhiro Ōtomo durante il periodo liceale. Nel 1987, dopo aver abbandonato gli studi, debutta nel magazine Morning Party Zokan di Kōdansha con il manga Soreyeuke! Fowls!!.
La sua prima serializzazione avviene nel 1988 con il manga STRAIGHT nella rivista Morning di Kodansha; tuttavia, la serie non riscuote alcun successo e viene interrotta dopo la pubblicazione del secondo tankōbon.
Nel 1989 si reca in Francia per raccogliere materiale per un progetto su un manga ispirato alla Rally Dakar. Durante il viaggio entra in contatto con le opere dei fumettisti francesi Jean Giraud ed Enki Bilal, che avranno una significativa influenza sulla sua produzione artistica.
Dopo aver concluso la collaborazione con Kodansha, nel 1990 inizia a pubblicare ZERO sul magazine Big Comic Spirits di Shōgakukan. Successivamente, nel 1993, sempre su questa rivista pubblica Tekkonkinkreet, dal quale sarà tratto nel 2006 un lungometraggio d'animazione diretto da Michael Arias. Continua la collaborazione con Big Comic Spirits per la serializzazione di Ping Pong nel 1996, una delle opere di maggior successo della sua carriera. Nel 2002 Ping Pong sarà adattato in un film live-action dal regista Fumihiko Sori e successivamente, nel 2014, in una serie animata diretta da Masaaki Yuasa.
Tra il 1998 e il 2000 lavora a GoGo Monster, un volume unico di 450 pagine pubblicato nel settembre 2000, senza alcuna serializzazione preliminare su rivista. Due mesi dopo la pubblicazione di GoGo Monster, inizia a lavorare su Number 5 per la rivista Monthly Ikki di Shogakukan.
Nel 2006 fa ritorno su Big Comic Spirits con Takemitsu zamurai, opera che ottiene l'Excellence Prize nella Divisione Manga all'11° Japan Media Arts Festival nel 2007 e il Grand Prize al 15º Premio culturale Osamu Tezuka nel 2011.
Tra il 2010 e il 2015 realizza il manga semi-autobiografico Sunny, in cui narra l'esperienza vissuta durante la propria infanzia in una casa-famiglia. Sunny riceve ampi consensi dalla critica e ottiene vari riconoscimenti, tra cui il 61º Premio Shōgakukan per i manga nel 2016 e l'Excellence Award al 20° Japan Media Arts Festival nel 2017. In Italia, l'opera è stata premiata con il Premio Attilio Micheluzzi e il Gran Guinigi.
I gatti del Louvre è stato serializzato sulla rivista Big Comic Original di Shogakukan dal 2016 al 2017. La serie è stata premiata all'Eisner Award 2020.
Nel 2021 ha curato il character design del film Inu-ō diretto da Masaaki Yuasa.
Tra il 2019 e il 2023 pubblica Tokyo Higoro sulla rivista Big Comic Original Zoukan. L'opera ottiene numerosi premi, tra cui un Eisner Award nel 2025. 

## Opere
- Straight (1988, 2 volumi, completato)
- Zero (1991, 2 volumi, completato)
- Hanaotoko (1992, 3 volumi, completato)
- Blue Spring (1993, 1 volumi, completato)
- Tekkonkinkreet (1993, 3 volumi, completato. Edito in Italia da JPOP in 1 volume omnibus)
- Nihon no Kyoudai (1994, 1 volume, completo)
- Ping Pong (1996, 5 volumi, completato. Edito in Italia da 001 Edizioni in 5 volumi, ristampato da JPOP in 2 volumi)
- Gogo Monster (2000, 1 volume, completato. Edito in Italia da JPOP in 1 volume)
- Number 5 (2000, 8 volumi, completato. Edito in Italia da JPOP in 2 volumi)
- Hana (2002, 1 volume, completato)
- Takemitsu zamurai (2006, 8 volumi, completato)
- Sunny (2010, 6 volumi, completato. Edito in Italia da JPOP in 6 volumi)
- I gatti del Louvre (2016, 2 volumi, completato. Edito in Italia da JPOP in 2 volumi)
- Tokyo Higoro (2019-2023, 3 volumi, completato. Edito in Italia da JPOP in 3 volumi)

## Premi e riconoscimenti
- 2001: vince lo Special Award al Japan Cartoonists Association Award per il manga GoGo Monster.[2]
- 2007: vince l'Excellence Prize agli 11simi Japan Media Arts Festival Awards per Takemitsu zamurai.[3]
- 2008: vince il premio Eisner Award per Tekkonkinkreet.[4]
- 2011: vince il Grand Prize del Premio culturale Osamu Tezuka per Takemitsu zamurai.[5]
- 2012: nomination al Festival international de la bande dessinée d'Angoulême per Takemitsu zamurai.[6]
- 2015: nomination al Festival international de la bande dessinée d'Angoulême per Sunny.[7]
- 2016: vince il premio miglior manga dell'anno ai 61esimi Shogakukan Manga Awards per Sunny.[8]
- 2016: vince il premio Gran Guinigi come miglior serie al 50° Lucca Comics & Games per Sunny.[9]
- 2017: vince l'Excellence Prize al Japan Media Arts Festival Awards per Sunny.[10]
- 2017: vince il Premio Attilio Micheluzzi nella categoria miglior serie straniera al 19° Napoli Comicon per Sunny.[11]
- 2018: vince il premio miglior libro di scuola giapponese al Romics per Tekkonkinkreet.[12]
- 2020: vince il premio miglior libro di scuola giapponese al Romics per GoGo Monster.[12]
- 2020: vince il premio Eisner Award per il manga I gatti del Louvre.[13]
- 2022: riceve la Menzione Speciale al Romics per I gatti del Louvre.[14]
- 2022: vince il Premio Carlo Boscarato come Miglior artista internazionale per Number 5.[15]
- 2023: vince il Premio Romics del Fumetto come Miglior manga per Number 5.[16]
- 2024: vince il Premio Yellow Kid come Miglior autore dell'anno per Tokyo Higoro.[17]
- 2025: vince il Premio Romics del Fumetto come Miglior manga per Tokyo Higoro.[18]
- 2025: vince il Premio Attilio Micheluzzi nella categoria miglior serie straniera al Napoli Comicon per Tokyo Higoro.[19]
- 2025: vince il premio L.A Times Book Prize nella categoria Graphic Novel/Comics per Tokyo Higoro.[20]
- 2025: vince il Prix Asie de la Critique ACBD per Tokyo Higoro.[21]
- 2025: vince il premio Eisner Award per Tokyo Higoro.[22]